# 耶律谷欲
耶律谷欲（?—?）字休坚，契丹六院部人。辽国官员。

## 经历
父亲耶律阿古只，官至节度使。耶律谷欲冲澹有礼法，善写文章。统和年间，任本部太保。开泰年间，稍迁塌母城节度使。因审问霸州疑狱符合上意，授启圣军节度使。太平年间，复任本部太保。因病辞职，不久升任南院大王。曾感叹风俗日颓，请求年老退休，未得批准。辽兴宗称他是诗友，几次询问治国方要，多有所匡建。耶律谷欲晚年奉诏与林牙耶律庶成、萧韩家奴编辽国前代事迹及诸帝《实录》，未成而逝世，享年九十岁。

## 延伸阅读
[在维基数据编辑]
 《遼史/卷104》，出自脱脱《遼史》